# セガ エックスディー
株式会社セガ エックスディー（SEGA XD CO., LTD.）は、ゲーミフィケーションをコアメソッドとしたCX（カスタマーエクスペリエンス）デザインカンパニー。セガと電通グループの関連企業。日本の企業。

## 概要
セガやセガのグループ会社が長年ゲームや様々なエンタテインメントビジネスで培ったナレッジを、企業や社会のあらゆる課題に掛け合わせることで解決していくCXデザインカンパニー。
主な事業領域は、新規事業開発、商品開発、サービス開発、マーケティング及び各種運営を手掛けている。
2016年8月1日に、セガゲームス セガネットワークスカンパニー（当時）とランサーズとの合弁によりクロシードデジタル株式会社として設立。2018年4月に合弁を解消したことからセガゲームス（当時）の完全子会社となった。
電通（後の電通グループ）は2019年7月8日に、クロシードデジタルへ資本参加する事を発表。電通は、セガのノウハウの他にも電通のノウハウも加えるとしている。
電通グループは2020年7月30日に、第三者割当増資による追加出資を実施。同年8月1日付で、商号をクロシードデジタル株式会社から株式会社セガ エックスディーへ変更した。

## 沿革
- 2016年8月 - 株式会社セガゲームス （元：株式会社セガ）とランサーズ株式会社との合弁により、クロシードデジタル株式会社として設立。本社を泉ガーデンタワーに置く。
- 2018年
  - 4月 - 合弁解消に伴い、セガゲームスの完全子会社となり、ゲーミフィケーション事業を開始。
  - 8月20日 - 本社を住友不動産大崎ガーデンタワーへ移転。
- 2019年7月8日 - 株式会社電通（現：株式会社電通グループ）と資本業務提携。
- 2020年7月30日 - 株式会社電通グループとCRM領域における事業開発に関する資本業務提携。
- 2020年8月1日 - 商号を株式会社セガ エックスディーへ変更。本社を東京都新宿区西新宿の住友不動産新宿セントラルパークタワー20階へ移転。
- 2021年3月24日 - 一般社団法人新経済連盟に加盟。
- 2021年4月12日 - CRM向けゲーミフィケーションSaaS「GameBox」の提供を開始。

## 企業理念
ミッション
「衝動」で課題を解決し、人々を幸せに
ビジョン
X-tainment Company – 企業や社会が抱えるあらゆる課題に、ゲームづくりで培ったエンタテインメントの力を掛け合わせることで解決していきます。
バリュー
- 心躍る答えを追求しよう – エンタテインメントを大切にする私たちは、自身も相手も常にワクワクするような仕事を目指していきます。
- 共に達成しよう – 一人で完結する仕事はありません。私たちはともに働く仲間やチームを大切にし、ともに計画をやりきり目標の達成にこだわっていきます。
- 自分らしさを表現しよう – 個々が持っている個性や専門性を、それぞれが表現し、互いに尊重し合うことで、私たちは他にはない価値を生み出していきます。

## セガ エックスディーの強み
セガのエンタテイメントビジネスで培った経験から、人々を夢中にさせる技術やデザイン、世界観づくりなどのナレッジ：ゲーミフィケーションで、人々の感情を動かすCXデザインを強みに新規事業アイディアから戦略策定、アプリ・WEB開発、サービス運用、マーケティングなどにより課題解決に取り組んでいる。

## 事業内容

### DXソリューション事業
企業や社会の課題に対して、戦略設計から事業グロースまで一気通貫で支援。
- 共同事業・新規事業投資
- コンサルティング
- 運営マーケティング

### マーケティング支援事業
WEB/アプリ開発からUI/UX開発やシステム開発まで、受託形式で支援。
- デザイン開発/システム開発
- WEB/アプリ開発
- XRコンテンツ開発

### SaaS事業
事業課題を支援する手軽で効果的なプロダクトの提供。
- CRMソリューション
- 店舗集客/回遊ソリューション
- アドネットワーク

## サービス
DXコンサルティング
DXを前提とした新規サービス開発から既存サービスのDXまで、エンタテインメントノウハウを活かしたDXコンサルティングを提供。
UI/UXデザイン
ゲーム開発で培ったノウハウを元に“使いたくなる” UI/UXのデザイン開発を提供。
WEB/アプリ開発
各種エンタテインメントビジネスで実際に運営を行ってきた経験を活かた受託開発を提供。
プロトタイピング
本リリース前に、検証を希望する企業むけに、ゲーム運営では馴染みのプロトタイプ版を開発して検証するサービス。
XRコンテンツ開発
AR/VRを中心としたXR領域を研究し、企業や地方公共団体向けに各種課題に対してソリューションを提供。
マーケティング支援
これまでのマーケティングナレッジを活かし、戦略設計からブランディング、販促活動まで一気通貫でソリューションを提供。

## プロダクト
GameBox
企業の顧客に対してロイヤリティ向上を目的としたゲーム CRM SaaS。箱庭ゲームやパズルゲームなどを企業毎の目的やブランドに合わせてカスタマイズして顧客へ提供。
NoahAD
インセンティブ付き広告によりユーザー体験を向上させ、企業のサービスの成長を支援するリワード広告ネットワーク。企業保有のサービス内からNoahADの広告掲載面（オファーウォール）へユーザーを遷移させ、オファーウォール上で案件ごとに指定された条件を達成すると、遷移元のサービス内の任意に指定されたインセンティブがユーザーに付与され、企業は広告収益を獲得する事ができる。

## GDXの提唱
ゲーミフィケーション・フォー・デジタルトランスフォーメーション (英: Gamification for Digital Transformation略称：GDX)の用語を提唱。ゲーミフィケーション（ゲームで活用されるモチベーション手法やUI/UXデザイン、サービス運営ノウハウなど）を、企業や行政、団体が取り組むDX（デジタルトランスフォーメーション）に活かす一連の取り組み又はその概念。